# 丸山修
丸山 修（まるやま おさむ、1968年8月6日 - ）は、高知放送の男性アナウンサーである。アナウンス部長。埼玉県日高市出身。

## 人物
埼玉県日高市に生まれ1987年に埼玉県立所沢高等学校を卒業。法政大学へ入学する。1991年RKCに入社。入社後は、「こうちeye」のニュースキャスターやスポーツ実況などを担当していた。負けても負けても走り続ける事で話題となった高知競馬の「ハルウララ」のレース実況(全国中継)なども担当していた。趣味は、ゴルフと80年代のアイドルグッズ収集である。惑星についても詳しい。愛称は「丸ちゃん」。
なお、高知放送では2024年4月より、公式ホームページのアナウンサー紹介欄を「アナウンサー・キャスター」に変更されているが、丸山は引き続き同局のアナウンサーとして出演し、テレビ・ラジオ出演時は「高知放送（またはRKC）アナウンサー」として引き続き出演を続けている。
2011年3月5日　「中四国ライブネット　高知発 『土佐のおきゃくで酔って候（そうろう）』」に大木瞳美と共に出演

## 担当番組
- RKCニュース（テレビ・ラジオ共に、不定期）
- とさこちラジオ（木曜日）
- とさこちラジオw（木曜日）

### 特番
- YOSAKOIまるごとよっちょRADIO2022　(8月10日、11日）[2][注釈 1]

## 過去の担当番組
- こうちNOW（月～木、テレビ）
- 高知の朝は、まるまるワイド730(ラジオ)
- リラックスサンデー（ラジオ）
- ごきげんボニートっ！（テレビ）
- eye+スーパー（金、テレビ）[3]